# Boris Peeters
Boris Peeters (Venray, 1974) is een Nederlands striptekenaar en een lid van striptekencollectief Lamelos.

## Biografie
In 1997 vormde Boris Peeters samen met Aleks Deurloo, Sam Peeters en Bouwe Brouwer het striptekencollectief Lamelos. Met Lamelos maakte hij meer dan 100 small press-boeken. In 1998 won hij de VPRO-stripprijs en in 2000 won hij de Pythische Spelen Stripprijs. Boris Peeters studeerde in 2000 af op de Hogeschool voor de Kunsten Constantijn Huygens in de richting illustratie. In 2006 was hij finalist in de 'Stripstrijd' van Het Parool.
Naast het tekenen met Lamelos, tekent Boris Peeters vooral strips over het Japanse monster Kayeko.
In 2022 ontving Boris Peeters voor het album Wie is die vogel?! de stripschappenning in de categorie Info & Integraal.
In 2022 was Boris Peeters de stadstekenaar van de stad Middelburg.